# 钯碳催化剂
钯碳催化剂（Palladium on carbon，Pd/C），通常称为钯碳，是一种用于催化剂的钯形式。金属负载在活性炭上，以使其表面积和活性最大化。

## 用途

### 氢化
钯碳能用于有机合成中的催化氢化。包括还原胺化反应、羰基还原反应、硝基化合物的还原反应、亚胺和席夫碱的还原和脱苄基反应。

### 氢解
钯碳是氢解的常用催化剂。这种反应有助于脱保护策略。特别常见的氢解底物是苄基醚：

其他不稳定的取代基也容易被该试剂裂解。

### 偶联反应
钯碳也用于偶联反应。包括铃木反应和施蒂勒反应。

## 制备
将氯化钯和盐酸与活性炭的悬浊液混合，然后用甲醛或氢气将钯(II)还原。钯负载通常在5%和10%之间。催化剂混合物应潮湿储存。

## 注意事项
在空气中密闭存放时很安全，但要远离溶剂和含硫、磷的化合物。在溶剂存在下，可能起火。在有机溶剂中使用时必须在氮气保护下进行。过滤时滤渣不能进行干燥。
钯碳催化剂不能暴露于空气，容易着火，所以一般是用50%的湿钯碳。加料时必须用惰性气体保护，否则和溶剂蒸汽摩擦也会引起着火。